# Virtua Fighter 10th Anniversary
Virtua Fighter 10th Anniversary es un juego de lucha que combina la estética del primer Virtua Fighter con los movimientos y personajes de Virtua Fighter 4: Evolution de PlayStation 2. En Norteamérica el juego se incluía junto a Virtua Fighter 4: Evolution. En Japón se vendió en un conjunto que incluía el juego, un libro de ilustraciones y un DVD con la historia de Virtua Fighter, llamado: "Virtua Fighter 10th Anniversary ~Memory of Decade~". En Europa Virtua Fighter 10th Anniversary sólo estuvo presente como artículo promocional y nunca fue puesto a la venta.

## Combinación del décimo aniversario
En Virtua Fighter 10th Anniversary, se mezclan elementos del primer Virtua Fighter, con otros de Virtua Fighter 4: Evo.

### De Virtua Fighter 1
- Personajes y escenarios (incluyendo versiones de los personajes nuevos)
- Banda sonora
- Saltos exagerados, que provocan que el personaje flote por el aire un corto periodo de tiempo
- No hay rebotes de los cuerpos en el suelo luego de un golpe, no pudiendo hacer las combinaciones respectivas, normales en Virtua Fighter 4: Evo.
- No hay movimientos en ocho direcciones, no pudiendo hacer las evasiones, exceptuando ciertos movimientos de Lion y las proyecciones, que cambian de plano a los luchadores, lo que hace que el esquema de lucha sea esencialmente un juego en 2D con modelos en 3D.
- Esquema del menú y modos de juego, sólo están disponibles los modos Arcade y Versus.

### De Virtua Fighter 4: Evolution
- Todos los personajes
- Prácticamente todos los movimientos, a excepción de los que involucran las 3 dimensiones, como las evasiones por ejemplo, que ha sido omitidos.
- Poses de victoria
- Igual de cantidad de imágenes por segundo (FPS)

- Datos: Q7934912